# Lex Immers
Alexander „Lex“ Immers (* 8. Juni 1986 in Den Haag) ist ein niederländischer Fußballspieler, der seit 2021 beim Drittligisten SVV Scheveningen unter Vertrag steht.

## Karriere
Bereits als Jugendlicher stieß Immers, der zuvor bei verschiedenen kleineren Vereinen in seiner Heimatstadt Den Haag und in Zoetermeer spielte, zu der Juniorenabteilung von ADO Den Haag. Anschließend wechselte er 2005 in dessen Reserveteam Jong ADO.
Am 24. August 2007 debütierte er gegen RKC Waalwijk in der ersten Mannschaft des damaligen Zweitligisten in der Jupiler League. Mit sieben Treffern in 31 Einsätzen gelang Immers mit seinem Team in dieser Saison der Aufstieg in die Eredivisie. Sein Debüt in der ersten Liga gab er am 21. September 2008 gegen De Graafschap. Auch in der ersten Liga war er in den folgenden Jahren eine wichtige Säule im Team von ADO.
Ende März 2011 wurde Immers vom niederländischen Fußballverband zu einer Sperre von fünf Spielen verurteilt. Er hatte bei einer Siegesfeier nach einem Spiel gegen Ajax Amsterdam gemeinsam mit seinem Teamkollegen Charlton Vicento und Trainer John van den Brom antisemitische Gesänge angestimmt. Sein Verein belegte ihn außerdem mit der höchstmöglichen Geldstrafe.
Zur Saison 2012/13 wechselte Immers zum Ligakonkurrenten Feyenoord Rotterdam. Im Januar 2016 folgte eine Ausleihe zu Cardiff City, ehe der walisische Verein ihn sechs Monate später fest verpflichtete. Doch schon ein halbes Jahr später wurde er ablösefrei an den FC Brügge weitergegeben.
Ab dem 3. Juli  2017 stand er wieder bei seinem Heimatverein ADO Den Haag unter Vertrag und spielte dort drei Jahre, ehe in NAC Breda verpflichtete. Doch schon eine Saison später schloss er sich dem Drittligisten SVV Scheveningen an.

## Erfolge
- Niederländischer Pokalsieger: 2016